# 149-я улица — Гранд-Конкорс (Нью-Йоркское метро)
149-я улица — Гранд-Конкорс (англ. 149th Street — Grand Concourse) — это пересадочный узел Нью-Йоркского метро. Главные выходы идут к Гранд-Конкорс и 149-й улице.
В пересадочный узел входят станции следующих линий:
- линия Джером-авеню, Ай-ар-ти,
- линия Уайт-Плейнс-роуд, Ай-ар-ти.

На станциях пересадочного узла останавливаются маршруты:
- 2, 4 (круглосуточно),
- 5 (круглосуточно, кроме ночи).

## Платформы линии Уайт-Плейнс-роуд, Ай-ар-ти
|   |   |   |   |
| · | · | · | · |

|   |   |   |   |
| · | · | · | · |

«149-я улица — Гранд-Конкорс» (англ. 149th Street–Grand Concourse) — станция Нью-Йоркского метрополитена, расположенная на линии Уайт-Плейнс-роуд, Ай-ар-ти.  На станции останавливаются маршруты 2 (круглосуточно) и 5 (круглосуточно, кроме ночи). Станция состоит из двух боковых платформ.
Станция была открыта 10 июля 1905 года, на соединительном участке от станции Jackson Avenue до 135th Street на IRT Lenox Avenue Line. Станция была первой подземной, открытой на территории Бронкса.
Западнее станции от путей отходят соединительные пути с линией Джером-авеню (маршрут 5), сама линия продолжается на запад как линия Ленокс-авеню (маршрут 2).

## Платформы линии Джером-авеню, Ай-ар-ти
|     |   |   |     |   |   |     |
| · л | · | · | · э | · | · | · л |

|     |   |   |     |   |   |     |
| · л | · | · | · э | · | · | · л |

«149-я улица — Гранд-Конкорс» (англ. 149th Street–Grand Concourse) — станция Нью-Йоркского метрополитена, расположенная на линии Джером-авеню, Ай-ар-ти.  На станции останавливается маршрут 4 (круглосуточно). Экспресс-путь используется маршрутом 4 (в часы пик в пиковом направлении). Локальные пути используются маршрутом 4 (круглосуточно, кроме часов пик в пиковом направлении). Станция состоит из двух островных платформ, которые обслуживают три пути.
Станция открылась 2 июня 1917 года, как экспресс-станция. На стенах станции есть обозначения непостроенной станции New York Central Railroad (сегодня часть Metro-North Railroad).

## Соседние станции
| Условные обозначения |
| для дней и часов работы маршрутов (более точно указано во всплывающих подсказках при этих обозначениях): |
| --- |
| круглосуточно круглосуточно, кроме ночи круглосуточно, кроме будней днём (либо часов пик) в пиковом направлении в будни днём (и, возможно, вечером) в будни круглосуточно в часы пик в будни днём (либо в часы пик) в пиковом направлении в будни днём (либо в часы пик) в направлении, обратном пиковому в выходные ночью ночью и в выходные (и, возможно, вечером) нет движения поездов |

| Предыдущая станция                 | ЛинияНазвание станции                                        | Следующая станция                                     |
| ---------------------------------- | ------------------------------------------------------------ | ----------------------------------------------------- |
| Третья авеню — 149-я улица · (2 5) | линия Уайт-Плейнс-роуд, Ай-ар-ти 149-я улица — Гранд-Конкорс | 135-я улица · (2) · 138-я улица — Гранд-Конкорс · (5) |
| 161-я улица — Стадион Янки · (4)   | линия Джером-авеню, Ай-ар-ти 149-я улица — Гранд-Конкорс     | 125-я улица · (4) · 138-я улица — Гранд-Конкорс · (4) |